# Every Heart ~Minna no Kimochi~
Singles de BoA
Listen to my Heart
(2002) Don't start now
(2002)
Every Heart ~Minna no Kimochi~ (Every Heart ~ミンナノキモチ~) est le 5e single de BoA sorti sous le label Avex Trax le 13 mars 2002 au Japon, le même jour que l'album Listen to My Heart. Il atteint la 10e place du classement de l'Oricon et reste classé 10 semaines pour un total de 84 430 exemplaires vendus. La chanson Every Heart ~Minna no Kimochi~ se trouve sur l'album Listen to My Heart.
Every Heart ~Minna no Kimochi~ a été utilisé comme 4e ending de l'anime Inu-Yasha.

## Liste des titres
| 1. | Every Heart ~Minna no Kimochi~ (Every Heart ~ミンナノキモチ~)                |  |
| 2. | Every Heart (English Version)                                                |  |
| 3. | Listen to my Heart (Ken Harada's TB-Bassin' Remix) (Instrumental)            |  |
| 4. | Every Heart ~Minna no Kimochi~ (Instrumental) (Every Heart ~ミンナノキモチ~) |  |